# Microtropis yunnanensis
Microtropis yunnanensis là một loài thực vật có hoa trong họ Dây gối. Loài này được (Hu) C.Y. Cheng & T.C. Kao ex Q.H. Chen mô tả khoa học đầu tiên năm 1986.